# Armășeni (okręg Harghita)
Armășeni (węg. Csíkménaság) – wieś w Rumunii, w okręgu Harghita, w gminie Ciucsângeorgiu. W 2011 roku liczyła 642 mieszkańców.